# Hanamasagar, Hangal
Hanamasagar là một làng thuộc tehsil Hangal, huyện Haveri, bang Karnataka, Ấn Độ.